# Filippinernes fodboldlandshold
Filippinernes fodboldlandshold er det nationale fodboldhold i Filippinerne og repræsenterer landet i international fodbold. Holdet styres af den filippinske fodboldforbund (PFF), det styrende organ i fodbold i Filippinerne.
På trods af at den ældste landshold i Asien, har Filippinerne aldrig haft nogen betydelig succes på den internationale scene og har aldrig kvalificeret sig til AFC Asian Cup eller FIFA World Cup. Men de havde en hvis succes i sine tidlige år mellem 1913 og 1934 i Far Eastern Championship Games.
| Fodbold | Spire Denne artikel om et fodboldlandshold er en spire som bør udbygges. Du er velkommen til at hjælpe Wikipedia ved at udvide den. |